# Kriegsjahr
Kriegsjahre waren nach dem Reichsgesetz vom 31. Mai 1906 die bei der Berechnung der Dienstzeit der Offiziere und Sanitätsoffiziere der deutschen Armee und Marine zur Festsetzung der Pension für einen Feldzug hinzugerechnete Zeit.
Es wurde für diejenigen, die tatsächlich vor den Feind gekommen oder bei den mobilen Truppen eingesetzt und mit diesen ins Feld ausgerückt waren, zu der tatsächlichen Dauer der Dienstzeit für jedes Feldzugsjahr je ein Jahr hinzugerechnet, z. B. erhielt ein Offizier, der während des Deutsch-Französischen Krieges (Juli 1870 bis Mai 1871) eingesetzt war, zwei zusätzliche Jahre Dienstzeit angerechnet. Jedoch war für  mehrere in einem Kalenderjahr fallende Kriege die Anrechnung nur eines Kriegsjahres zulässig.
Grundsätzlich oblag es allerdings zunächst dem Kaiser zu bestimmen, wer als Teilnehmer an einem Krieg anzusehen war und welche militärische Unternehmung als ein „Krieg“ im Sinne des genannten Gesetzes galt, weiterhin auch, welche Zeit als Kriegszeit zu gelten hatte, etwa wenn keine Mobilmachung bzw. Demobilmachung stattgefunden hatte.
Offizieren und Soldaten, die in den Deutschen Kolonien und ihren Hinterländern Dienst taten, wurde ihre dortige Dienstzeit (einschließlich der Seereisen) doppelt angerechnet, sofern diese sechs Monate ohne Unterbrechung gedauert hatte und nicht bereits wegen kriegerischer Ereignisse als Kriegsjahre zählten. Dasselbe galt für die Dienstzeit der Marine für Reisen außerhalb der heimischen Gewässer.
Nicht angerechnet wurden Zeiten der Kriegsgefangenschaft, jedoch konnte auch hier die Anrechnung durch den Kaiser genehmigt werden. Dies war auch der Fall für Personen, die auf Befehl einem Feldzug eines fremden Heeres beigewohnt hatten.